# Dyana Calub
Dyana Calub (Bourke, 25 novembre 1975) è un'ex nuotatrice australiana, ritiratasi nel 2002.
Specializzata soprattutto nel dorso, nella sua carriera si è aggiudicata un argento nella staffetta 4x100 misti ai Giochi olimpici di Sydney 2000 e un oro ai Mondiali di Fukuoka 2001 sempre nella staffetta mista.

## Palmarès
- Olimpiadi

Sydney 2000: argento nella 4x100m misti.
- Mondiali

Fukuoka 2001: oro nella 4x100m misti.
- Giochi PanPacifici

Sydney 1999: oro nei 100m dorso e argento nella 4x100m misti.
Yokohama 2002: oro nella 4x100m misti e argento nei 100m dorso.
- Giochi del Commonwealth

Manchester 2002: oro nei 50m dorso e nella 4x100m misti e argento nei 100m dorso.
- Vincitrice della Coppa del Mondo dei 100m dorso nel 2000